# Greta
Greta  è un nome proprio di persona italiano femminile.

## Varianti in altre lingue
- Danese: Grete[1], Grethe[1]
- Inglese: Greta[1], Gretta[1], Gretchen[1]
- Lussemburghese: Greet[1]
- Norvegese: Grete[1], Grethe[1]
- Olandese: Greet[1], Greetje[1], Griet[1]
- Svedese: Greta[1]
- Tedesco: Greta[1], Grete[1], Gretchen[1]
  - Alterati: Gretel[2]
- Ungherese: Gréta[1]

## Origine e diffusione
È un ipocoristico di Margherita (o di una delle sue varianti in altre lingue), che ha col tempo acquisito autonomia propria. Il significato è pertanto lo stesso di Margherita, cioè "perla".
Sebbene alcune fonti indichino il nome Ingrid come una variante svedese di Greta, questo ha più probabilmente un'origine differente.

## Onomastico
L'onomastico si può festeggiare lo stesso giorno del nome Margherita.

## Persone
- Greta Adami, calciatrice italiana

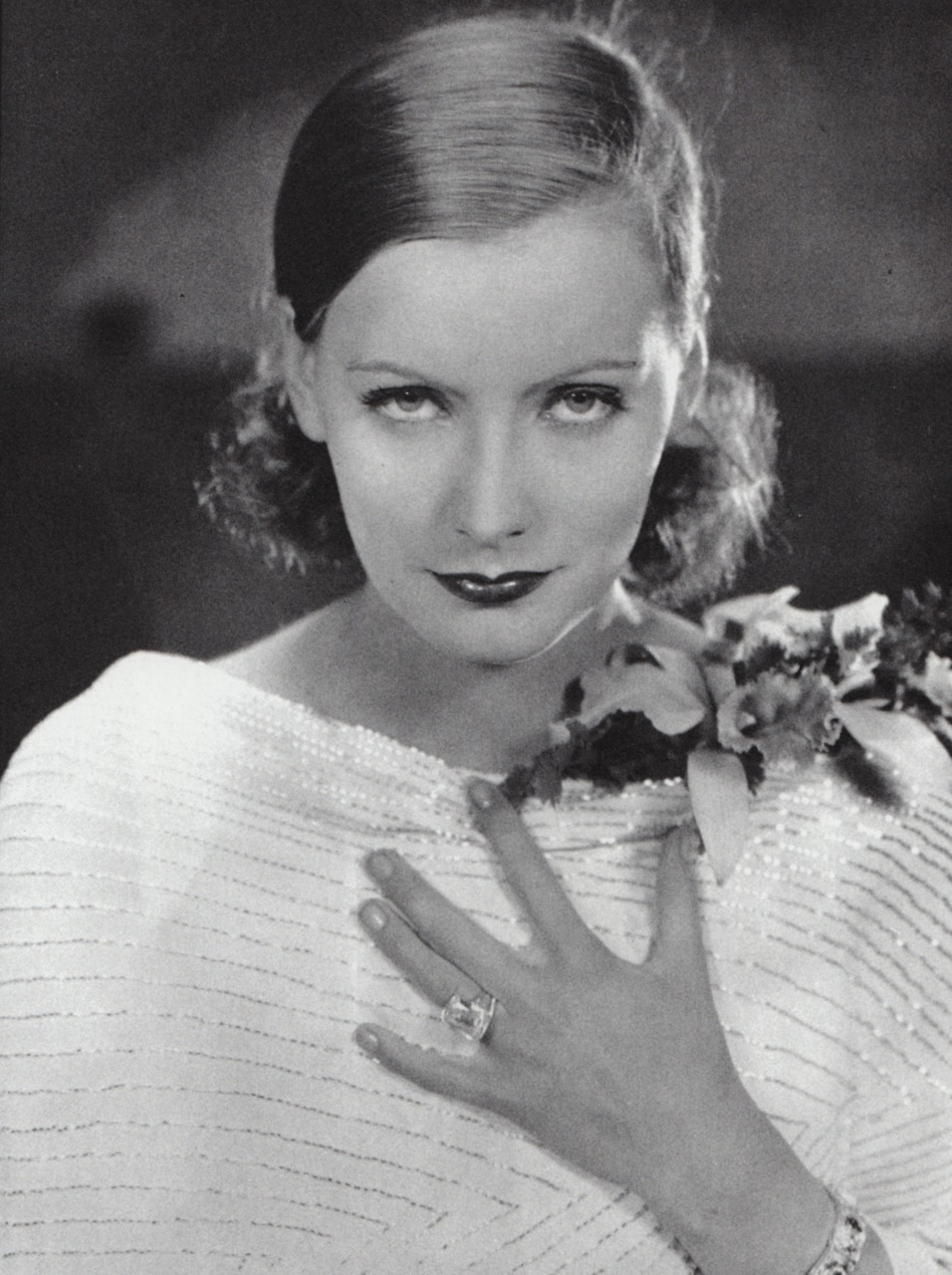
Greta Garbo

- Greta Andersen, nuotatrice danese naturalizzata statunitense
- Greta Bonetti, doppiatrice italiana
- Greta Cicolari, pallavolista e giocatrice di beach volley italiana
- Greta Garbo, attrice svedese naturalizzata statunitense
- Greta Gerwig, attrice, sceneggiatrice e regista statunitense
- Greta Gonda, attrice austriaca
- Greta Larkins, attrice australiana
- Greta Salóme, cantante e violinista islandese
- Greta Scacchi, attrice italiana naturalizzata australiana
- Greta Scarano, attrice italiana
- Greta Thunberg, attivista svedese
- Greta Vitelli, karateka italiana
- Greta Zuccheri Montanari, attrice italiana

### Variante Grete
- Grete Beier, criminale tedesca
- Grete Diercks, attrice tedesca

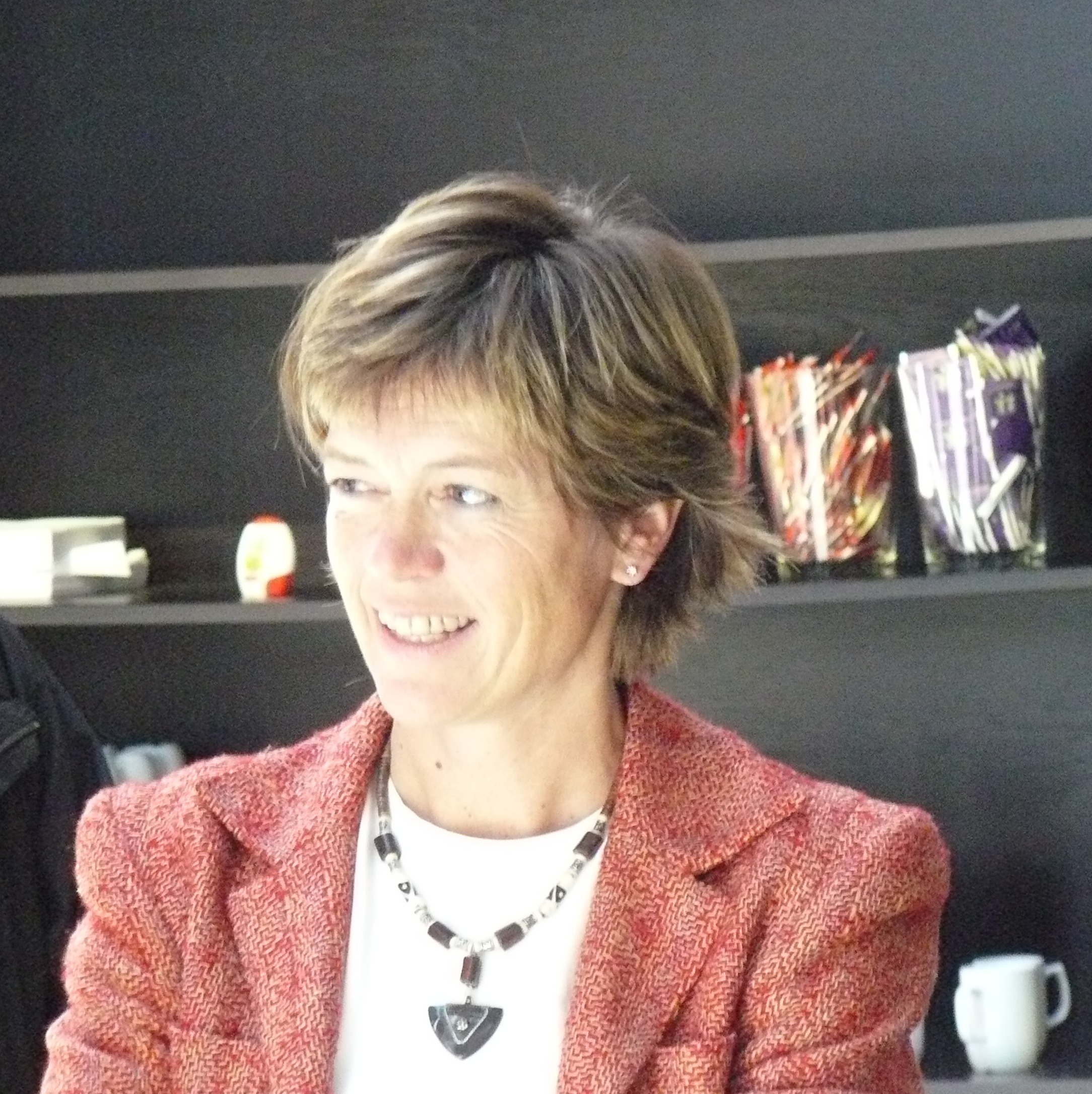
Grete Ingeborg Nykkelmo

- Grete Freund, cantante e attrice austriaca
- Grete Friedmann, schermitrice austriaca
- Grete Heckscher, schermitrice danese
- Grete Ingeborg Nykkelmo, sciatrice nordica norvegese
- Grete Olsen, schermitrice danese
- Liv Grete Poirée, biatleta norvegese
- Grete Waitz, atleta norvegese
- Grete Wiesenthal, ballerina austriaca

### Variante Gretchen

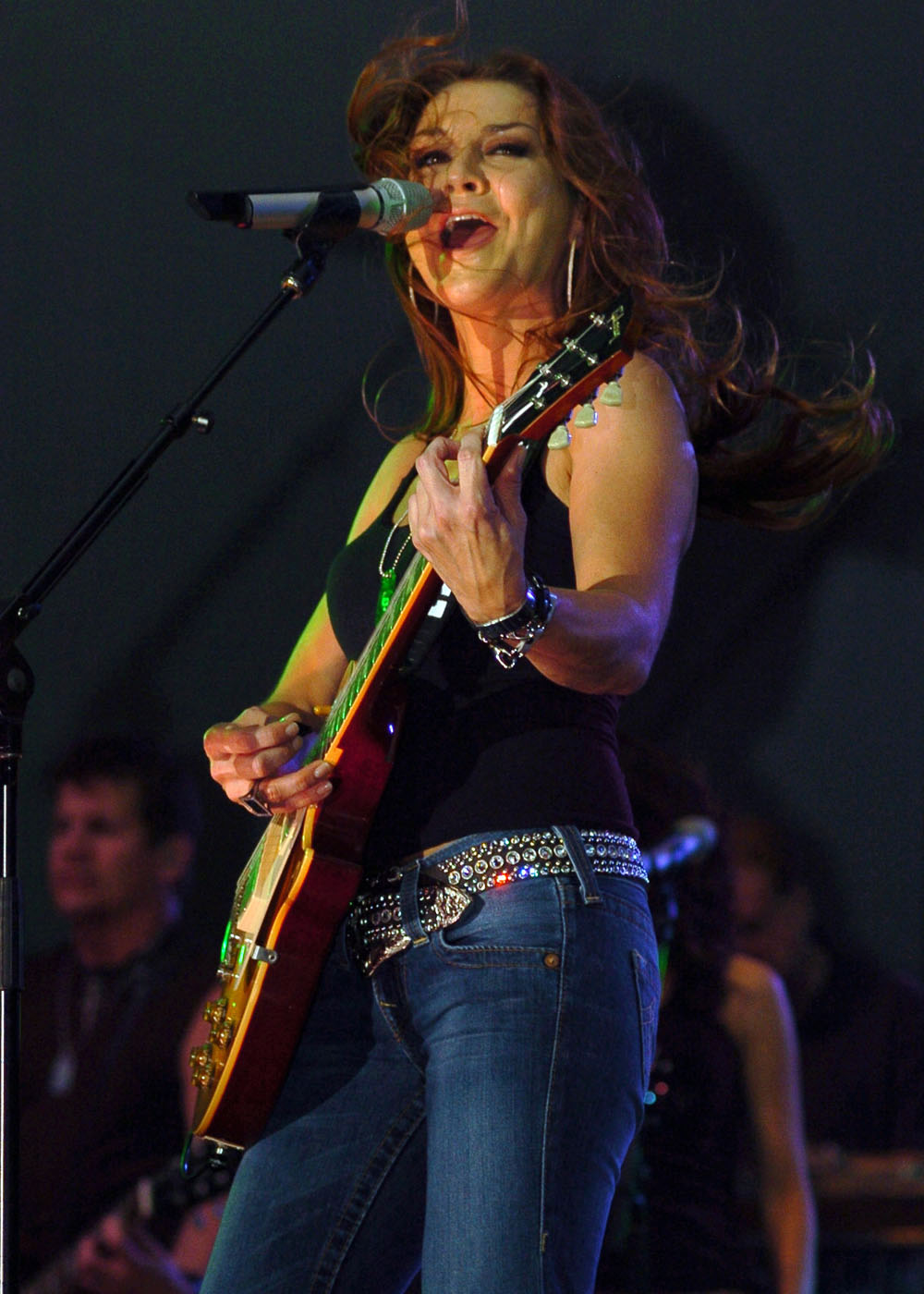
Gretchen Wilson

- Gretchen Carlson, modella e conduttrice televisiva statunitense
- Gretchen Egolf, attrice statunitense
- Gretchen Mol, attrice statunitense
- Gretchen Phillips, cantautrice e musicista statunitense
- Gretchen Polhemus, modella statunitense
- Gretchen Wilson, cantante statunitense

### Altre varianti
- Gréta Arn, tennista ungherese
- Gretel Bergmann, atleta tedesca
- Grethe Ingmann, cantante danese
- Grethe Weiser, attrice tedesca

## Il nome nelle arti
- Greta è un personaggio del film omonimo del 2009, diretto da Nancy Bardawil.
- Gretel è un personaggio della nota fiaba Hänsel e Gretel, e delle opere da essa derivate.
- Kriemhild Gretchen è il nome della forma strega di Madoka Kaname in Puella Magi Madoka Magica.
- Gretchen Berg è un personaggio della serie televisiva Heroes.
- Greta del Pino è un personaggio del film del 1976 Greta, Haus ohne Männer, diretto da Jesús Franco.
- Greta Fournier è un personaggio della soap opera Un posto al sole.
- Greta Grebe è un personaggio della Banda Disney.
- Greta Hayes, più nota come Secret, è un personaggio dei fumetti DC Comics.
- Gretchen Kelly è un personaggio della serie televisiva Lois & Clark - Le nuove avventure di Superman.
- Gretchen Morgan è un personaggio della serie televisiva Prison Break.
- Greta Van Bethooven è un personaggio della telenovela Flor - Speciale come te.
- Greta la pazza (Dull Gret) è un dipinto di Pieter Bruegel il Vecchio conservato ad Anversa nel Museum Mayer van den Bergh.
- Greta è il titolo di una canzone dei Negrita.
- Gretchen Ross è un personaggio del film Donnie Darko.